# Guapa
Guapa è il quarto album in studio del gruppo musicale spagnolo La Oreja de Van Gogh, pubblicato nel 2006.

## Tracce
1. Noche – 4:29 (Amaia Montero, Xabi San Martín, Pablo Benegas)
2. Muñeca de Trapo – 3:55 (Amaia Montero, Xabi San Martín, Pablo Benegas)
3. Dulce Locura – 3:49 (Amaia Montero, Xabi San Martín)
4. Perdida – 4:02 (Amaia Montero, Xabi San Martín, Pablo Benegas)
5. Vuelve – 3:36 (Amaia Montero, Xabi San Martín, Pablo Benegas)
6. Escapar – 3:33 (Xabi San Martín)
7. Irreversible – 3:28 (Xabi San Martín)
8. A Diez Centímetros De Tí – 3:50 (Amaia Montero, Xabi San Martín)
9. V.O.S. (Versión Original Subtitulada) – 2:20 (Xabi San Martín)
10. Apareces Tú – 4:33 (Amaia Montero)
11. Manhattan – 2:59 (Amaia Montero, Xabi San Martín, Pablo Benegas)
12. Mi Vida Sin Ti / Cuántos Cuentos Cuento – 7:42 (Amaia Montero, Xabi San Martín, Pablo Benegas)

Tracce Bonus Edizione Italiana
1. Bambola di pezza (Muñeca De trapo) – 3:55 (Eros Ramazzotti, Amaia Montero, Xabi San Martín, Pablo Benegas)
2. Dolce follia (Dulce Locura) – 3:41 (Eros Ramazzotti, Amaia Montero, Xabi San Martín)

## Formazione
- Amaia Montero – voce, cori
- Xabi San Martín – tastiera, piano, cori
- Pablo Benegas – chitarra
- Álvaro Fuentes – basso
- Haritz Garde – percussioni